# Madagaskarkoekoek
De madagaskarkoekoek (Cuculus rochii) is een koekoekssoort uit het geslacht Cuculus.

## Verspreiding en leefgebied
Deze soort is een endemische broedvogel op Madagaskar maar het overwinteringsgebied is veel groter en omvat ook een deel van Oost-Afrika.